# Kaspars Dubra
Kaspars Dubra (Riga, 20 december 1990) is een Lets voetballer die doorgaans als centrale verdediger speelt, maar ook als verdedigende middenvelder opgesteld kan worden. In 2015 verruilde hij FK Ventspils voor BATE Borisov. Dubra debuteerde in 2010 in het Lets voetbalelftal.

## Clubcarrière
Dubra speelde vanaf tienjarige leeftijd in de jeugdopleiding van topclub Skonto FC uit zijn geboortestad, JFC Skonto. Ook speelde hij bij Transceltnieks Riga en Eliza Riga, amateurclubs uit de Letse hoofdstad, alvorens Dubra doorstroomde naar het professionele voetbal. Toenmalig trainer Paul Ashworth haalde Dubra in 2007 bij het eerste elftal van Skonto, maar liet hem gedurende het seizoen 2007 nog niet debuteren op het hoogste niveau. Skonto leende hem vervolgens begin 2008 uit aan JFK Olimps. Bij die club, met eveneens Riga als thuisbasis, maakte Dubra zijn debuut in een duel in de Virslīga op 5 april 2008. Deze eerste wedstrijd van het competitieseizoen eindigde in een 1–3 thuisnederlaag tegen FK Liepājas Metalurgs; twee minuten voor tijd viel Dubra in voor middenvelder Aleksandr Perepechko. In de daaropvolgende wedstrijden in de competitie was hij vooral een basisspeler en speelde hij in 20 van de 25 wedstrijden van het seizoen 2008 de volledige negentig minuten. In 2009 keerde Dubra terug bij Skonto FC, waar hij op 4 juli zijn debuut maakte. Bij deze wedstrijd bleef het echter en dus werd besloten Dubra wederom uit te lenen aan Olimps, waarvoor hij in de rest van 2009 negenmaal in actie kwam. Over twee huurperiodes speelde Dubra in totaal 34 wedstrijden voor JFK Olimps, waarin hij drie doelpunten maakte. Elk doelpunt werd gemaakt in een afzonderlijk duel, maar wel telkens tegen dezelfde club, FK Riga; niet veel later zouden deze clubs fuseren. Het seizoen 2010 was zijn meest actieve tot op dat moment: bij Skonto speelde hij negentien competitieduels, waarin hij vijfmaal trefzeker was. Skonto werd voor de veertiende keer in de clubhistorie landskampioen door op op 17 november 2010, de laatste speeldag, degradant FK Jaunība Rīga met 6–0 te verslaan. Na afloop van het seizoen reisde Dubra af naar Engeland voor een proefperiode bij Blackpool FC, maar tot een transfer kwam het niet. Het seizoen 2011 miste Dubra vrijwel volledig door een blessure; hij kwam zesmaal in actie.
In januari 2012 liep zijn contract bij Skonto FC af; Dubra was daarom in Engeland voor opnieuw een proefperiode, nu bij Wolverhampton Wanderers FC, maar het lukte zijn zaakwaarnemer niet een overeenkomst te bereiken met de Engelse clubleiding. In mei 2012 stond hij onder contract bij de Poolse club Polonia Bytom, speelde viermaal in de I liga, maar liet daarna direct zijn contract weer ontbinden. Een transfervrije overstap naar FK Ventspils volgde. Op 30 juli 2012 maakte Dubra zijn debuut voor Ventspils tegen zijn voormalige werkgever Skonto, die met 1–0 won. In de competitie kwam hij in zijn eerste jaar tot zeventien optredens; in oktober liet Dubra met zijn collega-verdedigers vrijwel geen tegendoelpunten toe met een reeks van overwinningen tot gevolg, waardoor Ventspils steeg van de vierde naar de tweede plaats. In de jaargang 2013 speelde Dubra mee in alle competitiewedstrijden, waarvan er twee verloren werden. Ook maakte hij vier doelpunten en leverde hij twee assists. In de strijd om de Letse voetbalbeker speelde hij ook mee in de laatste drie wedstrijden, waaronder de van Liepājas Metalurgs gewonnen finale, waarin Dubra in de verlenging het winnende doelpunt maakte. Door de bekerwinst en het behalen van de landstitel kwalificeerde Ventspils zich voor een plaats in de voorrondes van de UEFA Europa League. Zowel de eerste als tweede voorronde wist Dubra met zijn club te winnen, maar in de derde voorronde was Maccabi Haifa over twee wedstrijden met 0–3 te sterk. In zijn laatste seizoen bij Ventspils speelde hij zijn meeste wedstrijden in een seizoen betaald voetbal tot dan toe: 44 in totaal, waaronder 36 wedstrijden in de voor de tweede maal gewonnen nationale competitie. In 2014 werd hij verkozen tot beste verdediger van de Letse competitie. Dubra maakte in februari 2015 de overstap naar FK BATE Borisov uit Wit-Rusland, dat op dat moment negenmaal op rij landskampioen was geworden. Op 5 juni debuteerde hij voor de club in de Vysjejsjaja Liga tegen Hranit Mikashevichy (0–1 winst). Twee maanden eerder had hij in het Wit-Russische bekertoernooi reeds zijn eerste wedstrijd voor de club gespeeld: op 15 april werd de eerste wedstrijd van de halve finale van het toernooi tegen Dinamo Minsk met 0–0 gelijkgespeeld.

## Interlandcarrière
Kaspars Dubra maakte zijn debuut in het Lets voetbalelftal op 17 november 2010 in een vriendschappelijke interland tegen China (1–0 verlies). Ook clubgenoten Vitālijs Smirnovs en Daniils Turkovs debuteerden in deze wedstrijd. In 2014 speelde Dubra als zijn tweede interland de finale van de Baltische Beker 2014 tegen Litouwen, die met 1–0 gewonnen werd. In het najaar van 2014 en begin 2015 was hij een vaste kracht in het nationaal elftal in het kwalificatietoernooi voor het Europees kampioenschap voetbal 2016. In november nam bondscoach Marian Pahars hem op in de selectie voor de vierde kwalificatiewedstrijd tegen Nederland, waarbij hij Klaas-Jan Huntelaar (twee doelpunten) als directe tegenstander had. De wedstrijd eindigde in een 6–0 nederlaag. Dubra speelde in maart 2015 tweemaal met Letland met 1–1 gelijk tegen achtereenvolgens Tsjechië (28 maart) en Oekraïne (31 maart).
| Interlands van Kaspars Dubra voor Letland | Interlands van Kaspars Dubra voor Letland | Interlands van Kaspars Dubra voor Letland | Interlands van Kaspars Dubra voor Letland | Interlands van Kaspars Dubra voor Letland | Interlands van Kaspars Dubra voor Letland | Interlands van Kaspars Dubra voor Letland |
| №                                         | Datum                                     | Wedstrijd                                 | Uitslag                                   | Soort wedstrijd                           | Doelpunten                                |                                           |
| Als speler bij Skonto FC                  | Als speler bij Skonto FC                  | Als speler bij Skonto FC                  | Als speler bij Skonto FC                  | Als speler bij Skonto FC                  | Als speler bij Skonto FC                  | Als speler bij Skonto FC                  |
| ----------------------------------------- | ----------------------------------------- | ----------------------------------------- | ----------------------------------------- | ----------------------------------------- | ----------------------------------------- | ----------------------------------------- |
| 1.                                        | 17 november 2010                          | China – Letland                           | 1 – 0                                     | Vriendschappelijk                         |                                           |                                           |
| Als speler bij FK Ventspils               |                                           |                                           |                                           |                                           |                                           |                                           |
| 2.                                        | 31 mei 2014                               | Letland – Litouwen                        | 1 – 0                                     | Baltische Beker                           |                                           |                                           |
| 3.                                        | 10 oktober 2014                           | Letland – IJsland                         | 0 – 3                                     | Kwalificatie EK 2016                      |                                           |                                           |
| 4.                                        | 13 oktober 2014                           | Letland – Turkije                         | 1 – 1                                     | Kwalificatie EK 2016                      |                                           |                                           |
| 5.                                        | 16 november 2014                          | Nederland – Letland                       | 6 – 0                                     | Kwalificatie EK 2016                      |                                           |                                           |
| Als speler bij FK BATE Borisov            |                                           |                                           |                                           |                                           |                                           |                                           |
| 6.                                        | 28 maart 2015                             | Tsjechië – Letland                        | 1 – 1                                     | Kwalificatie EK 2016                      |                                           |                                           |
| 7.                                        | 31 maart 2015                             | Oekraïne – Letland                        | 1 – 1                                     | Vriendschappelijk                         |                                           |                                           |
| 8.                                        | 3 september 2015                          | Turkije – Letland                         | 1 – 1                                     | Kwalificatie EK 2016                      |                                           |                                           |
| 9.                                        | 6 september 2015                          | Letland – Tsjechië                        | 1 – 2                                     | Kwalificatie EK 2016                      |                                           |                                           |
| 10.                                       | 10 oktober 2015                           | IJsland – Letland                         | 2 – 2                                     | Kwalificatie EK 2016                      |                                           |                                           |
| 11.                                       | 13 oktober 2015                           | Letland – Kazachstan                      | 0 – 1                                     | Kwalificatie EK 2016                      |                                           |                                           |
| 12.                                       | 25 maart 2016                             | Slowakije – Letland                       | 0 – 0                                     | Vriendschappelijk                         |                                           |                                           |
| 13.                                       | 29 maart 2016                             | Gibraltar – Letland                       | 0 – 5                                     | Vriendschappelijk                         | 53'                                       |                                           |

## Erelijst
FK Ventspils
- Landskampioen

2013, 2014
- Letse voetbalbeker

2013
 Skonto FC
- Landskampioen

2010
 Letland
- Baltische Beker

2014